# Piazza del Popolo

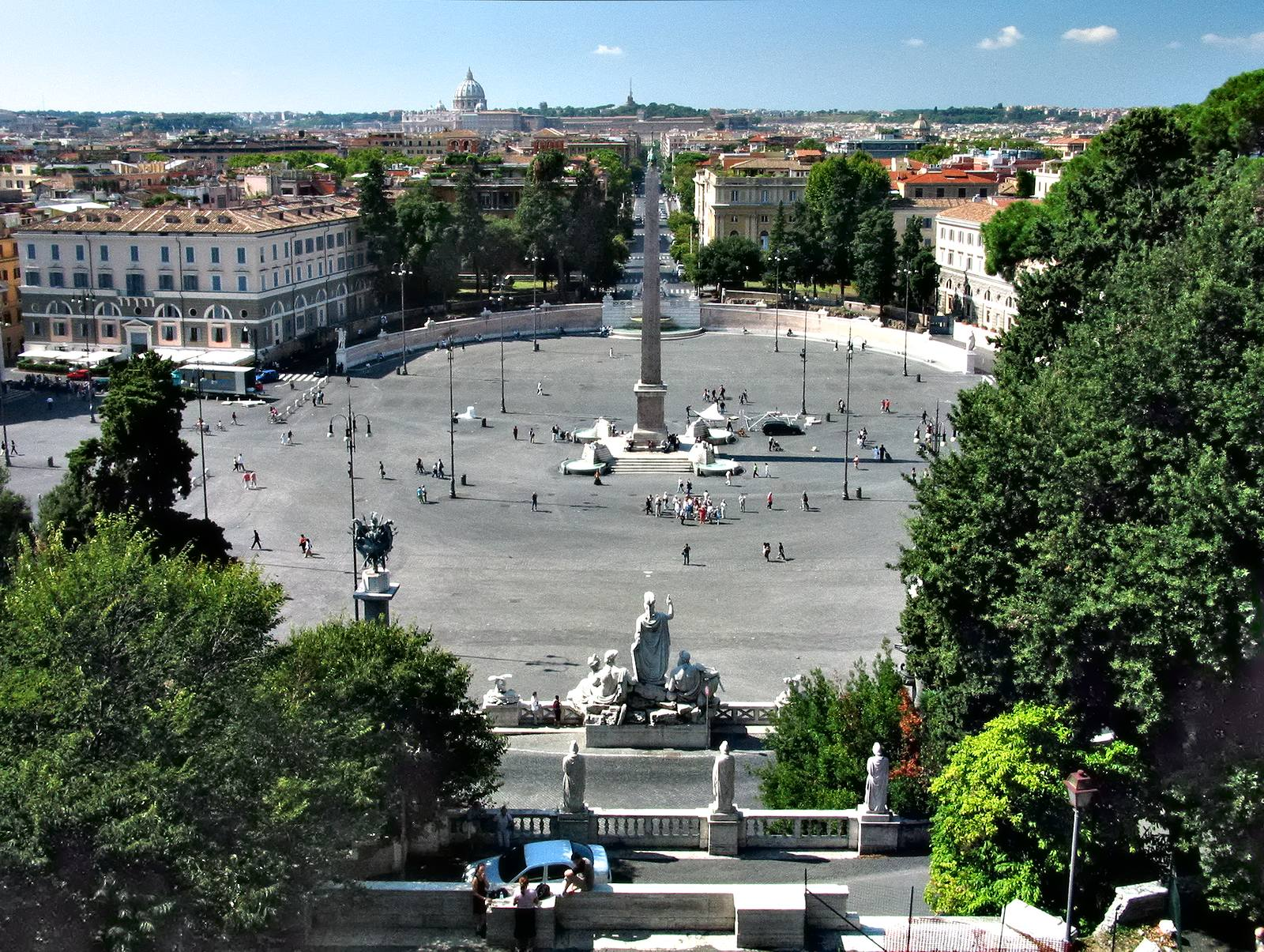
Piazza del Popolo sedd från Pincio.

Piazza del Popolo är ett stort torg (piazza) i norra Rom. Mitt på piazzan står Flaminioobelisken (Obelisco Flaminio), som restes i Heliopolis på 1200-talet f.Kr. Obelisken fördes till Rom år 10 f.Kr. på order av kejsar Augustus.
Piazza del Popolo fick sin nuvarande form 1816, när arkitekten Giuseppe Valadier lade ut dess stora oval. Sluttningen upp mot Pinciokullen terrasserades, och ramper förband den med piazzan.

## Bilder
| - Tvillingkyrkorna vid Piazza del Popolo: Santa Maria in Montesanto (till vänster) och Santa Maria dei Miracoli (till höger). - Flaminioobelisken. |